# Língua mutsun

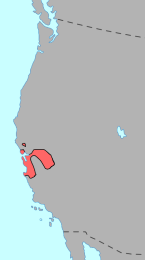
Área onde as línguas utianas eram faladas

Mutsun (também chamad San Juan Bautista Costanoan) é uma língua ameríndia, é da família das Utianas e foi falada no norte da Califórnia por uma das divisões do povo Ohlone que vivia na Missão San Juan Bautista.

## Estudos
Ascencion Solorsano acumulou grande quantidade culturais específicos da língua Mutsun. O linguista missionário franciscano espanhol Felipe Arroyo de la Cuesta escreveu extensivamente sobre a gramática da língua e o linguista John Peabody Harrington escreveu extensas notas sobre a linguagem de Solorsano. As notas de campo de Harrington formaram a base da gramática de Mutsun escrita por Marc Okrand como dissertação da Universidade da Califórnia em 1977, que até hoje continua sendo a única gramática alguma vez escrita de qualquer língua costanoana. Estudiosos dos Estados Unidos, Alemanha e Holanda discutiram métodos que poderiam facilitar a revitalização de Mutsun.
A tribo Amah Mutsun está atualmente trabalhando para restaurar o uso da linguagem, usando um alfabeto moderno.

## Fonologia
|             |             | Labial | Dental/ alveolar | Dental/ alveolar | Retroflexa | Palatal | Velar | Glotal |
| Forte       | Tênue       | Labial |                  |                  | Retroflexa | Palatal | Velar | Glotal |
| ----------- | ----------- | ------ | ---------------- | ---------------- | ---------- | ------- | ----- | ------ |
| Nasal       | Nasal       | m      | n                | nʲ N             |            |         |       |        |
| Plosiva     | Plosiva     | p      | t                | tʲ tY            | ʈ T        |         | k     | ʔ      |
| Africada    | Africada    |        | ts               |                  | c          |         |       |        |
| Fricativa   | Fricativa   |        | s                |                  |            | ʃ S     |       | h      |
| Aproximante | Aproximante | w      | l                | lʲ L             |            | j y     |       |        |
| Vibrante    | Vibrante    |        | ɾ r              |                  |            |         |       |        |

|         | Anterior | Posterior | Posterior |
| ------- | -------- | --------- | --------- |
| Fechada | i        | u         |           |
| Medial  | ɛ e      | o         |           |
| Aberta  |          | ɑ a       |           |

- /ɛ/ é vogal meio-aberta, enquanto que /o/ é vogal meio-fechada.[5]
- Vogais e “S” duplicados indicam pronúncia mais longa (ex: IPA p/ toolos 'joelho' é [toːlos])

## Vocabulário
| EPortuguês | Mutsun   |
| ---------- | -------- |
| um         | hemec'a  |
| dois       | uThin    |
| três       | kaphan   |
| quatro     | uuTit    |
| cinco      | parwes   |
| seis       | nakci    |
| sete       | Takci    |
| oito       | tayitmin |
| nove       | pakki    |
| dez        | tansahte |

| Português      | Mutsun   | Português'     | Mutsun   |
| -------------- | -------- | -------------- | -------- |
| homem          | Taares   | mulher         | mukurma  |
| criança        | sinni    | cão            | hucekniS |
| gato           | peNek    | peixe          | huuyi    |
| coiote         | wakSiS   | lobo           | ummuh    |
| Beija-flor     | humuunya | California jay | aSit     |
| melro          | kulyan   | corvo          | kaakari  |
| papa-léguas    | uttYuy   | corujão        | huumis   |
| ganso          | laalak   | águia          | sirih    |
| urso           | ores     | puma           | tammala  |
| coelho         | weeren   | lebre          | ceeyes   |
| lampreia       | huusu    | salmão         | huuraka  |
| mosca          | muumuri  | tarântula      | kutYeelu |
| gafanhoto      | polookic | minhoca        | kareS    |
| árvore         | tappur   | flor           | tiiwis   |
| sol            | hismen   | céu            | Tarah    |
| água           | sii      | calor          | Taala    |
| mar            | kalle    | terra, chão    | pire     |
| cabeça         | moohel   | cérebro        | lom      |
| pé             | koro     | perna          | kaatYul  |
| mão            | issu     | omoplata       | pakka    |
| nariz          | huus     | rosto, olhos   | hiin     |
| ouvido         | ooco     | boca           | haay     |
| estômago       | huttu    | garganta       | horkos   |
| pelos do corpo | Tap      | respiração     | nossow   |
| vulva          | pattas   | pênis          | calamsa  |
| mãe            | aanan    | pai            | appa     |
| marido         | makkuh   | esposa         | hawnan   |
| pessoa, corpo  | ama      | vida           | nossow   |
| tristeza       | Soole    | faminto        | suune    |
| não            | ekwe     | sim            | he'e     |
| dentro         | rammay   | fora           | kariy    |
| estrada, porta | innu     | casa           | rukka    |
| cortar         | wara     | dar            | hara     |
| gritar         | warka    | atingir        | notto    |